# Kjell Strandberg
Kjell Strandberg, född 5 april 1938 i Stockholm, död 16 oktober 2024 i Lidingö distrikt, var en svensk medicinsk forskare och ämbetsman.
Strandberg tog läkarexamen 1967, och blev medicine doktor och docent i farmakologi vid Karolinska institutet 1971. Han arbetade vid Karolinska sjukhuset 1971–1976, och var professor och enhetschef för farmakoterapevtiska enheten vid Socialstyrelsens läkemedelsavdelning i Uppsala 1977–1982, överläkare vid avdelningen för klinisk farmakologi vid Akademiska sjukhuset 1977–1983, och avdelningschef och professor vid Socialstyrelsens läkemedelsavdelning 1983–1990. När Läkemedelsverket bildades som egen myndighet 1990 blev Strandberg generaldirektör och stannade på befattningen till 1999.
Strandberg blev ledamot av Ingenjörsvetenskapsakademien 1983.